# منفذ متوازي
المنفذ المتوازي أو المنفذ التفرعي (بالإنجليزية: Parallel Port)‏ هو نوع من المنافذ الموجودة في عتاد الحاسب أو غيرها بغية وصل ملحقات وأجهزة متعددة وهو معروف أيضاً كمنفذ طابعة.
سمي بالمتوازي لأنه ينقل البيانات الأحادية، البتات، بشكل متوازي أي أنه ينقل أكثر من بت في نفس الوقت على عكس المنفذ المتسلسل الذي لا ينقل إلا بت واحد في اللحظة الواحدة.

## أنواع المنفذ المتوازي
هناك العديد من أنواع المنفذ المتوازي أهمها
1. Compatibility Mode
2. Nibble Mode
3. Byte Mode
4. EPP Mode
5. ECP Mode

## الاستخدامات
قبل اختراع الـUSB تم تكييف المنفذ المتوازي للوصول إلى الطابعة وغيرها من الأجهزة، وعلى الأرجح أن أول الأجهزة استخداماً لمنفذ المتوازي كانت (الدنغل) التي تستخدم كصيغة مفتاح هارد وير لحماية نسخة سوفت وير.
كم استخدم المنفذ المتوازي لوصل الماسحات الضوئية والمودم الخارجي وبطاقات الصوت وعصا التحكم في الألعاب وسواقات الأقراص الخارجية وغيرها، كما يوجد محولات لتشغيل أجهزة سكزي عن طريق المنفذ المتوازي.

## الاستخدام الحالي
بالنسبة للمستهلك فقد تم استبدال منفذ الطابعة المتوازي بمنافذ يو إس بي وذلك بشكل فعال مما جعل معظم مصنعي الكمبيوتر الشخصي وملحقاتها يعتبرون المنفذ المتوازي أصبح موروثاً قديماً ولم يعد يدخل ضمن منتجاتهم. حالياً تعمل محولات منفذ USB إلى منفذ المتوازي كحلاً للأنظمة التي لا تملك منافذ متوازية.

## التعامل مع أنماط المنفذ المتوازي في ال BIOS
المنافذ المتوازية الحديثة يكون لها أكثر من نمط يمكن التغيير بينها من خلال الـ BIOS
وغالبا ما توجد تحت عنوان parallel port mode وكل نمط له وظائف وخصائص معينة وتختلف هذه الأنماط باختلاف نوع الـ BIOS من أشهر هذه الأنماط:
- (Printer Mode (Default or Normal mode
- (Standard & Bi-directional mode (SPP Mode
- EPP +SPP mode
- ECP mode
- ECP + SPP mode

## بنية المنفذ المتوازي
يتكون المنفذ المتوازي من 25 pin مقسمة إلى ثلاثة أقسام رئيسية كما يلي:
1. data port 8 bit
2. status port 5 bit
3. control port 4 bit

كما هو موضح بالشكل المرفق.
القيم التي يتم ارسالها أو استقبالها من المنفذ المتوازي تكون بالنظام الثنائي حصراً.
حيث أن الواحد منطقي هو ال5 فولط ويقال له جهد عالي على pin.
كما أن الصفر منطقي هو ال0 فولط ويقال له جهد منخفض على pin.
ولا يمكن التعامل مع pin واحد على حدى بل يتم التعامل مع جميع الpin فإذا أردنا أن نرسل إلى الpin الخاصة بالdata قيمة 4 فيجب ارسالها على الشكل 00000100.
ويمكن أن تحتوي الحواسب الشخصية على أكثر من منفذ متوازي حيث تكون معرفة بالbios يتم التعامل بها طبقاً للعناوين التالية:
- 378H LPT1
- 278H LPT2

نسخدم النظام هذا يوميا في حياتنا وفي اغلب امورنا وهو بكل بساطة نظام الارقام على الاساس العشري ويحتوي على:
0 1 2 3 4 5 6 7 8 9
عدد مكونات النظام العشري هو عشرة ارقام، وهذا هو سبب تسميته بهذا الاسم حيث انه يكبر بعد كل عشرة ارقام، مثل بسيط هو التالي:
0
1
2
3
4
5
6
7
8
9
10
11
لاحظتم الاختلاف بين ال9 و ال10 , حيث انه عندما انتهينا من الارقام (اخر رقم هو 9) رجعنا للرقم الأول وهو صفر واضفنا واحد بجواره، ولو واصلنا العد لوصلنا إلى ال19 وثم نرجع الرقم 9 إلى صفر ونضيف واحد إلى الرقم 1 فيصبح الرقم 20 وهكذا دواليك.
النظام الثنائي
كما قلنا ان النظام العشري يعتمد على اساس عشرة ارقام، فارقم الثنائي يعتمد على رقمين فقط وهما صفر وواحد
0
1
و بنفس الطريقة، عند الانتهاء من الارقام نضيف الرقم صفر ونزيد واحد، كما هو الحال
0
1
10
11
100
101
110
111
نلاحظ ان النظام يتكون من رقمين فقط، صفر وواحد نبدا بالصفر ثم واحد ثم نضيف واحد مكانالصفر ونضيف واحد بجوار الرقم عند انتهاء الارقام (في حالتنا انتهاء الارقام هما صفر وواحد)
ملاحظة مهمة:
الرقم التالي 101100 في النظام الثنائي لا يلفظ ب مئة وعشرة الالاف ومئة! بل يلفظ كالتالي:
واحد صفر واحد واحد صفر صفر
و القاعدة هي: عندما نصل إلى رقم صاحب الترتيب الذي يساوي اساس نظام العد (في حالتنا هنا النظام الثنائي مثلا) نقوم بوضع الرقم صفر في الخانة الحالية ونضيف الرقم واحد في الجهة التالية له.
الآن بعد ان عرفنا ما هو النظام العشري والنظام الثنائي، سنقوم بالتحويل بينهم.
التحويل من النظام الثنائي إلى العشري
اولا، لنتكلم عن النظام العشري، مثلا الرقم 134 يتكون من التالي:
=(10^0 ضرب 4) + (10^1 ضرب 3) + (10^2 ضرب 1)
= 4 + 30 + 100
= 134
أليست الطريقة صحيحة؟
لاحظتم اننا استخدمنا اساس النظام العشري وهو الرقم عشرة وفي المرحلة الأولى رفعناه للأس صفر ثم واحد ثم اثنان وهكذا ثم نضربه في الرقم التالي ونجمعهم في النهاية حتى نحصل على الناتج.
التحويل إلى الرقم الثنائي شبيه جدا، وبما ان اساس النظان الثنائي هو 2 فنستبدل الرقم 10 ب 2 , لنأخذ رقما معيناً لنحوله، فليكن الرقم 111 مثلا
111
= (2^0 ضرب 1) + (2^1 ضرب 1) + (2^2 ضرب 1)
= 1 + 2 + 4
= 7
جميل! الرقم 111 (واحد واحد واحد) يساوي 7 في النظام العشري.
لنجرب رقماً اخر وليكن 1010101
1010101
==(2^0 ضرب 1) +(2^1 ضرب 0) +(2^2 ضرب 1) +(2^3 ضرب 0) +(2^4 ضرب 1) +(2^5 ضرب 0) +(2^6 ضرب 1)
= 1 + 0 + 4 + 0 + 16 + 0 + 64
= 85
التحويل من النظام العشري إلى الثنائي
الطريقة أسهل هنا، لنأخذ مثلا الرقم 400 , لتحويله نقسمه على 2 , فاذا كانت الناتج يحتوي على كسور فيكون الرقم الأول من الرقم الثنائي هو 1 وإذا لم يتحو على كسور فيكون الرقم صفر
يعني:
400 / 2 = 200 , اذن الرقم الأول هو صفر
200 / 2 = 100 , صفر
100 / 2 = 50 , صفر أيضا
50 / 2 = 25 , صفر
25 / 2 = 12 , واحد
12 / 2 = 6 , صفر
6 / 2 = 3 , صفر
3 / 2 = 1 , واحد
1 / 2 = 0 , واحد
يصبح الناتج هو = 110010000
تبدأ من الاسفل وتصعد للاعلى.